# Sebesi R. Teréz
Sebesi R. Teréz, Reich Jánosné (Árpád, 1923. augusztus 31. – Nagyszalonta, 1987. december 5.) erdélyi magyar ifjúsági költő, író.

## Életútja
Iskoláit szülőfalujában végezte. Háziasszony, majd kereskedelmi elárusító. A szalontai Arany János Irodalmi Kör tagja volt, gyermekverseket írt, amelyek a Napsugár, Művelődés és Fáklya hasábjain láttak napvilágot.

## Kötete
- Rigófütty. Gyermekversek; Ifjúsági, Bukarest, 1964